# Angel si ti
Angel si ti (em cirílico: Ангел си ти) é uma música do cantor búlgaro Miro. 
A canção representou a Bulgária no Festival Eurovisão da Canção 2010 (Eurovision) em Oslo, na Noruega. Ela foi selecionada em 28 de fevereiro do mesmo ano, de um total de cinco canções compostas por Miro.

## Lançamento
O single foi lançado em março de 2010 e atingiu o #1 nas rádios búlgaras. Na ocasião do Eurovision, uma versão em inglês da faixa, intitulada "You're An Angel", também foi lançada.

### Paradas
| Chart                   | Posição |
| ----------------------- | ------- |
| Bulgaria Top 20         | 1       |
| Europe Official Top 100 | 53      |

## Ver Também
- Bulgária no Festival Eurovisão da Canção